# Powódź w Galicji (1903)
Powódź w Galicji – powódź, jaka nawiedziła Kraków i zachodnią część Galicji w dniach 12-14 lipca 1903.
Była największą klęską tego typu od czasów wielkiej powodzi w 1813. Wylała przede wszystkim Wisła, ale także: Soła, Skawa, Rudawa, Raba i Dunajec. Wody tych rzek podtopiły powierzchnię około 3000 km², w tym wiele dzielnic Krakowa, gdzie woda osiągnęła 5,2 m ponad stan normalny. W powiecie krakowskim zalaniu uległo 28 wsi, w podgórskim – 13, w wielickim – 5, a w chrzanowskim – 12. Ponad 15.000 gospodarstw uległo zniszczeniu. W Krakowie zalane został Błonia miejskie, park Jordana, ulice: Wolska, Zwierzyniecka, Smoleńsk, Garncarska, Retoryka, Koletek, św. Agnieszki i kościół na Skałce. W drukarni Anczyca woda wdarła się do piwnic i zalała wiele gotowych wydawnictw. Straty w skali całej Galicji oceniono na około 30 milionów ówczesnych koron. W wielu rejonach nie zbierano w ogóle zboża, które zgniło, ponieważ po powodzi trwały jeszcze wielodniowe opady deszczu. Podobnie było z ziemniakami.